# Agii Anargyri
Agii Anargyri (Attikis) (griechisch Άγιοι Ανάργυροι [ˈaʝi aˈnarʝiri] (m. pl.); alternative Transkription Agioi Anargyroi oder Aghii Anargyri) ist eine griechische Stadt nördlich der griechischen Hauptstadt Athen. Agii Anargyri ist Bestandteil der Metropolregion Athen-Piräus. Bis 2010 war Agii Anargyri eine selbständige Gemeinde – seit 1963 als Stadtgemeinde (dimos) – und wurde zum 1. Januar 2011 mit der Nachbarstadt Kamatero zur neuen Gemeinde Agii Anargyri-Kamatero fusioniert, wo es den Verwaltungssitz und einen Gemeindebezirk bildet.
Agii Anargyri grenzt im Norden an Acharnes, im Nordosten an Nea Filadelfia, im Osten und Südosten an Nea Chalkidona, im Süden an Athen mit den Stadtteilen Perissos und Patisia, im Südwesten an Peristeri, im Westen an Ilion (Ano Liosa) und im Nordwesten an Kamatero. Agii Anargyri liegt inmitten der attischen Ebene (Lekanopedio Attikis). Zwischen Agii Anargyri und den Nachbargemeinden und -städten gibt es keine sichtbaren Übergänge in der Siedlungsstruktur oder -dichte, vergleichbar mit den Gemeindegrenzen im deutschen Ruhrgebiet.
Die Stadt wird von zwei großen Verkehrsachsen, die von Nordnordost nach Südsüdwest führen, aufgeteilt. Die Hauptlinie der griechischen Eisenbahn OSE verläuft von Nordnordost (Lamia, Larisa, Thessaloniki) kommend durch Agii Anargyri nach Athen. Etwas weiter östlich verläuft in gleicher Richtung die Autobahn 1 (Europastraße 75) von Lamia, Larisa und Thessaloniki kommend nach Athen. Die in Nord-Süd-Richtung verlaufende Hauptstraße der Stadt, Leoforos Fylis, führt direkt zum Omonia-Platz im Athener Stadtzentrum.
Agii Anargyri hatte 1971 26.094 Einwohner (Bevölkerungsdichte 8.698 Einwohner/km²). Zehn Jahre später lebten in Agii Anargyri 30.320 Menschen (+ 16,20 %; Bevölkerungsdichte 10.106,7 Einwohner/km²). 1991 betrug die Einwohnerzahl 30.739 (10.246,33 Einwohner/km²; Zuwachs 1,38 %).